# Reprezentacja Czech w piłce wodnej kobiet
Reprezentacja Czech w piłce wodnej kobiet – zespół, biorący udział w imieniu Czech w meczach i sportowych imprezach międzynarodowych w piłce wodnej, powoływany przez selekcjonera, w którym mogą występować wyłącznie zawodnicy posiadający obywatelstwo czeskie. Za jej funkcjonowanie odpowiedzialny jest Czeski Związek Piłki Wodnej (ČSVP), który jest członkiem Międzynarodowej Federacji Pływackiej.